# Ден Гемьюс
Ден Гемьюс (англ. Dan Hamhuis, нар. 13 грудня 1982, Смітерс) — канадський хокеїст, захисник.
Олімпійський чемпіон.

## Ігрова кар'єра
«Принс-Джордж Кугарс»
Хокейну кар'єру розпочав 1998 року в ЗХЛ виступами за «Принс-Джордж Кугарс».
2001 року був обраний на драфті НХЛ під 12-м загальним номером командою «Нашвілл Предаторс».
В останньому сезоні за «Принс-Джордж Кугарс» Ден здобув два трофеї ліги Трофей Білла Гантера та Трофей чотирьох гравців «Бронкос». Це вперше гравець виграв обидві нагороди після Баррі Бека у 1977 році. Також Гемьюс отримав приз найкращого захисника Канадської хокейної ліги, увійшов до команди всіх зірок ЗХЛ Захід та першої команди всіх зірок КХЛ, а його клуб «Принс-Джордж Кугарс» назвав найціннішим гравцем команди.
«Нашвілл Предаторс»
7 липня 2002 Гемьюс уклав контракт з «Нашвілл Предаторс» але сезон 2002–03 провів у складі фарм-клубу «Мілвокі Едміралс».
Влітку наступного сезону Ден потрапив до тренувального табору «хижаків» після чого був заявлений на сезон 2003–04. Свій перший гол за «Нашвілл» закинув 16 жовтня 2003 року в переможному матчі 4–1 проти «Сент-Луїс Блюз». 4 березня 2004 року захикник набрав п'ять очок за гру зробивши чотири результативні передачі та забивши один гол у матчі проти «Піттсбург Пінгвінс» 9–4. Взимку брав участь у команді молодих зірок Західної конференції в переможному матчі 7–3. Гемьюс допоміг вийти «хижакам» у плей-оф та заробив дві результативні передачі в серії проти «Детройт Ред Вінгз».
Під час локауту в НХЛ сезон відіграв за «Мілвокі Едміралс» (АХЛ).
21 вересня 2006, Ден та «хижаки» підписали чотирирічний контракт на суму $8 мільйонів доларів.
Роль захисника зменшилась в наступні сезони через появу молодих гравців таких як Ші Вебер та Раєн Сутер.
Під час сезону 2009–10 стало очевидним, що клуб не буде укладати нову угоду з гравцем. У червні 2010 він вів перемовини з командами «Філадельфія Флаєрс» та «Піттсбург Пінгвінс».
«Ванкувер Канакс»

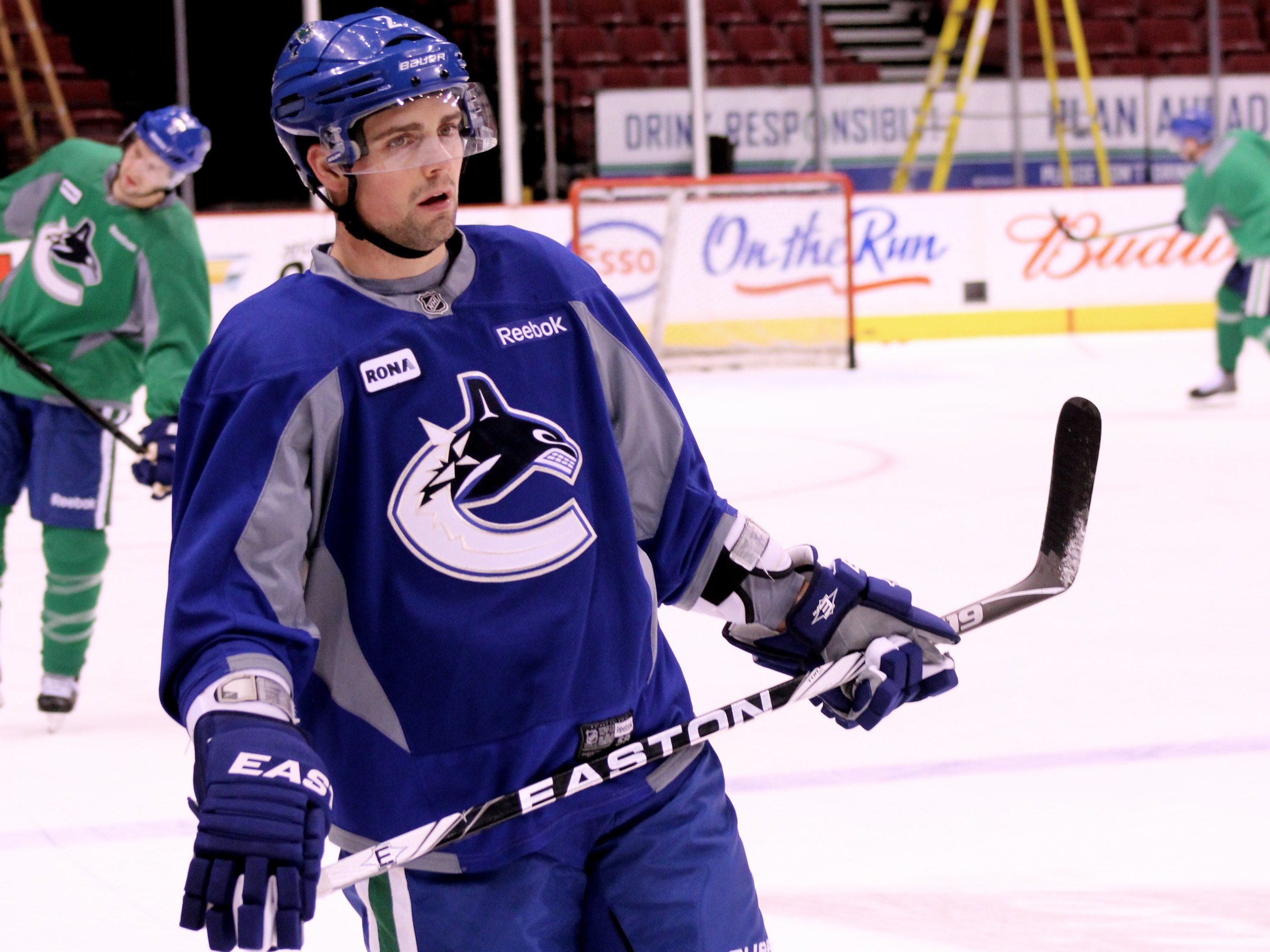
Ден у формі «Ванкувер Канакс», 2012 рік.

1 липня 2010 року Гемьюс, як вільний агент та канадський клуб «Ванкувер Канакс» уклали шестирічний контракт на суму $27 мільйонів доларів.
17 жовтня 2010 року в матчі проти «Кароліна Гаррікейнс» захисник отримав травму ноги та вибув на вісім ігор. 13 листопада відзначається першим голом у переможному матчі 5–3 над «Торонто Мейпл Ліфс». 9 лютого 2011 під час гри проти «Анагайм Дакс» Ден зіткнувся з форвардом «качок» Раєном Гецлафом та отримав струсу мозку. Після відновлення в першому ж матчі відзначається дублем у переможній грі 4–3 проти «Фінікс Койотс». «Канакс» без проблем вийшов в плей-оф Кубка Стенлі, де почергово здолав «Чикаго Блекгокс», «Нашвілл Предаторс» та «Сан-Хосе Шаркс» та поступився у фінальній серії «Бостон Брюїнс». Під час першої гри проти «Брюїнс» у Дена виявили спортивну грижу та потребував хірургічного втручання.
У другому сезоні за «Ванкувер Канакс» Ден набрав 37 очок (4+33) та набрав +29 очок за системою «плюс-мінус». Також він посів 10-е місце серед претендентів на Пам'ятний трофей Джеймса Норріса. У плей-оф «Канакс» поступився у чвертьфіналі конференції «Лос-Анджелес Кінгс».
У наступних двох сезонах він пропустив по два місяці через травми. 20 листопада 2014 зірвав пах під час гри проти «Анагайм Дакс». 9 грудня 2015 у грі проти «Нью-Йорк Рейнджерс» після кидка суперників Дена Бойла отримав травму щелепи.
«Даллас Старс»
1 липня 2016 року, Ден уклав дворічний контракт з «Даллас Старс» на суму $7.5 мільйонів доларів.
Повернення до «Нашвілл Предаторс»
25 липня 2018 року, Гемьюс, як вільний агент уклав дворічний контракт з «хижаками» на суму $2.5 мільйонів доларів.
13 серпня 2020 року Ден оголосив про завершення кар'єри гравця.

## На рівні збірних

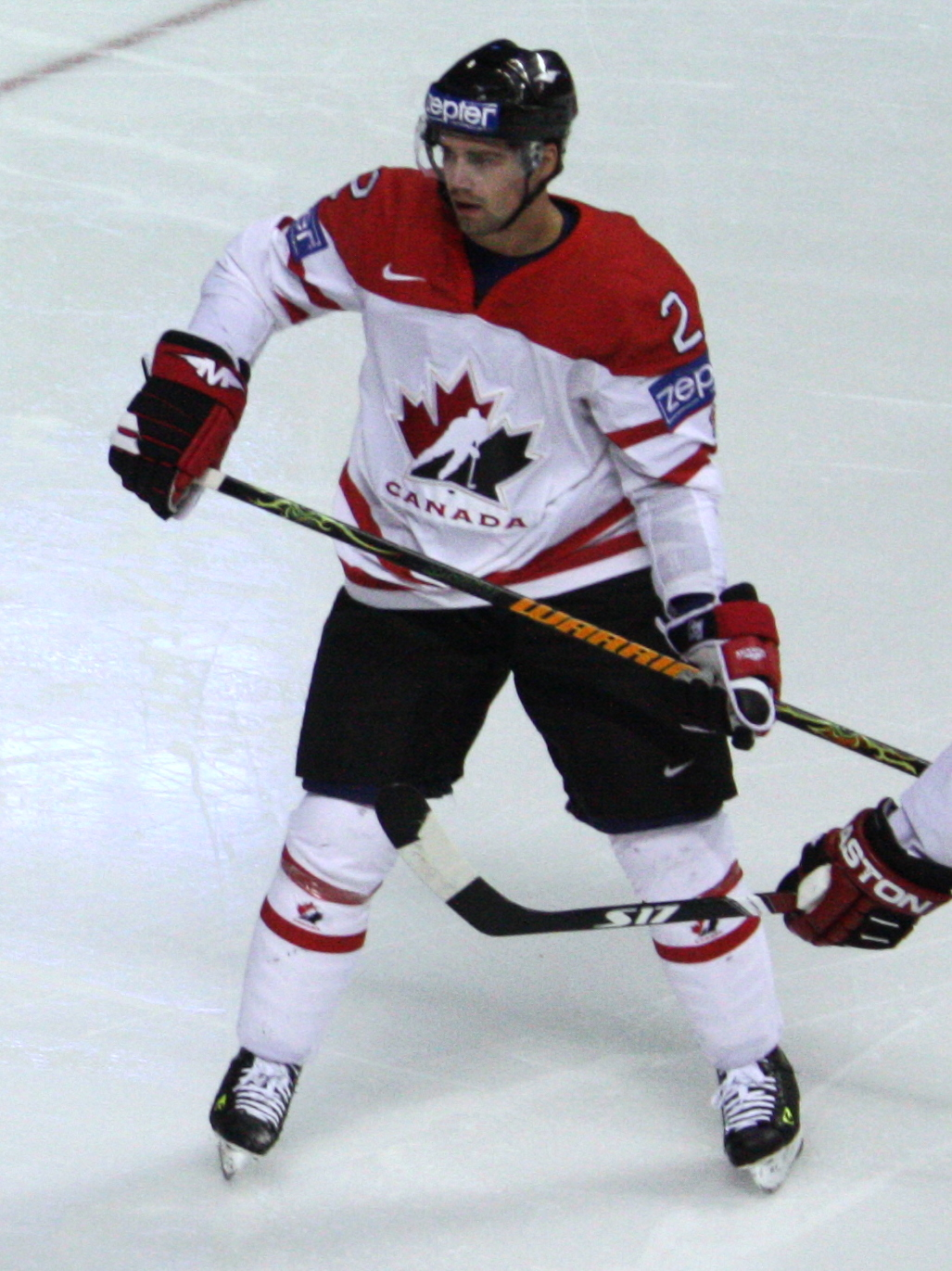
Ден у складі національної збірної на чемпіонаті світу 2008.

Був гравцем молодіжної збірної Канади, у складі якої брав участь у 13 іграх та став срібним та бронзовим призером молодіжних чемпіонатів світу.
У складі національної збірної Канади дебютував на чемпіонаті світу 2006 року, де канадці посіли четверте місце.
На наступному чемпіонаті він приєднався на стадії плей-оф та склав пару Ші Веберу. Разом із збірною здобув золоту медаль перегравши у фіналі 4–2 збірну Фінляндії.
У 2008 році канадці поступились у фіналі росіянам 4–5. Наступного року ситуація повторилась, поразка від росіян у фіналі 1–2, Ден грав у парі з Ші Вебером.
Гемьюс був серед 46-ти претендентів на Олімпійський турнір 2010 але не пройшов відбір.
Через народження дитини відмовився виступати за збірну на чемпіонаті світу 2012 року.
Оліміпйський чемпіон 2014 року.
Чемпіон світу 2015 року. У фінальному матчі проти росіян 6–1, Ден відзначився результативною передачею.

## Нагороди та досягнення
- Пам'ятний трофей Білла Гантера — 2002.
- Трофей чотирьох гравців «Бронкос» — 2002.
- Чемпіон світу — 2007, 2015.
- Олімпійський чемпіон — 2014.

## Статистика

### Клубні виступи
| Сезон        | Клуб                  | Ліга         | Регулярний сезон | Регулярний сезон | Регулярний сезон | Регулярний сезон | Регулярний сезон | Плей-оф | Плей-оф | Плей-оф | Плей-оф | Плей-оф |
| Сезон        | Клуб                  | Ліга         | І                | Г                | П                | О                | ШХ               | І       | Г       | П       | О       | ШХ      |
| ------------ | --------------------- | ------------ | ---------------- | ---------------- | ---------------- | ---------------- | ---------------- | ------- | ------- | ------- | ------- | ------- |
| 1998–99      | «Принс-Джордж Кугарс» | ЗХЛ          | 56               | 1                | 3                | 4                | 45               | 7       | 1       | 2       | 3       | 8       |
| 1999–00      | «Принс-Джордж Кугарс» | ЗХЛ          | 70               | 10               | 23               | 33               | 140              | 13      | 2       | 3       | 5       | 35      |
| 2000–01      | «Принс-Джордж Кугарс» | ЗХЛ          | 62               | 13               | 46               | 59               | 125              | 6       | 2       | 3       | 5       | 15      |
| 2001–02      | «Принс-Джордж Кугарс» | ЗХЛ          | 59               | 10               | 50               | 60               | 135              | 7       | 0       | 5       | 5       | 16      |
| 2002–03      | «Мілвокі Едміралс»    | АХЛ          | 68               | 6                | 21               | 27               | 81               | 6       | 0       | 3       | 3       | 2       |
| 2003–04      | «Нашвілл Предаторс»   | НХЛ          | 80               | 7                | 19               | 26               | 57               | 6       | 0       | 2       | 2       | 6       |
| 2004–05      | «Мілвокі Едміралс»    | АХЛ          | 76               | 13               | 38               | 51               | 85               | 7       | 0       | 2       | 2       | 10      |
| 2005–06      | «Нашвілл Предаторс»   | НХЛ          | 82               | 7                | 31               | 38               | 70               | 5       | 0       | 2       | 2       | 2       |
| 2006–07      | «Нашвілл Предаторс»   | НХЛ          | 81               | 6                | 14               | 20               | 66               | 5       | 0       | 1       | 1       | 2       |
| 2007–08      | «Нашвілл Предаторс»   | НХЛ          | 80               | 4                | 23               | 27               | 66               | 6       | 1       | 1       | 2       | 6       |
| 2008–09      | «Нашвілл Предаторс»   | НХЛ          | 82               | 3                | 23               | 26               | 67               | —       | —       | —       | —       | —       |
| 2009–10      | «Нашвілл Предаторс»   | НХЛ          | 78               | 5                | 19               | 24               | 49               | 6       | 0       | 2       | 2       | 2       |
| 2010–11      | «Ванкувер Канакс»     | НХЛ          | 64               | 6                | 17               | 23               | 34               | 19      | 1       | 5       | 6       | 6       |
| 2011–12      | «Ванкувер Канакс»     | НХЛ          | 82               | 4                | 33               | 37               | 46               | 5       | 0       | 3       | 3       | 6       |
| 2012–13      | «Ванкувер Канакс»     | НХЛ          | 47               | 4                | 20               | 24               | 12               | 4       | 1       | 1       | 2       | 8       |
| 2013–14      | «Ванкувер Канакс»     | НХЛ          | 79               | 5                | 17               | 22               | 26               | —       | —       | —       | —       | —       |
| 2014–15      | «Ванкувер Канакс»     | НХЛ          | 59               | 1                | 22               | 23               | 44               | 6       | 0       | 1       | 1       | 16      |
| 2015–16      | «Ванкувер Канакс»     | НХЛ          | 58               | 3                | 10               | 13               | 28               | —       | —       | —       | —       | —       |
| 2016–17      | «Даллас Старс»        | НХЛ          | 79               | 1                | 15               | 16               | 23               | —       | —       | —       | —       | —       |
| 2017–18      | «Даллас Старс»        | НХЛ          | 80               | 3                | 21               | 24               | 33               | —       | —       | —       | —       | —       |
| 2018–19      | «Нашвілл Предаторс»   | НХЛ          | 57               | 0                | 5                | 5                | 28               | 6       | 0       | 0       | 0       | 0       |
| 2019–20      | «Нашвілл Предаторс»   | НХЛ          | 60               | 0                | 8                | 8                | 35               |         |         |         |         |         |
| Усього в НХЛ | Усього в НХЛ          | Усього в НХЛ | 1,148            | 59               | 297              | 356              | 684              | 68      | 3       | 18      | 21      | 54      |

### Збірна
| Рік                | Команда            | Турнір             | Місце              | І  | Г | П  | О  | ШХ |
| ------------------ | ------------------ | ------------------ | ------------------ | -- | - | -- | -- | -- |
| 2001               | Канада             | МЧС                | 3                  | 7  | 0 | 1  | 1  | 8  |
| 2002               | Канада             | МЧС                | 2                  | 6  | 0 | 3  | 3  | 8  |
| 2006               | Канада             | ЧС                 | 4-е                | 9  | 1 | 4  | 5  | 10 |
| 2007               | Канада             | ЧС                 | 1                  | 9  | 1 | 2  | 3  | 2  |
| 2008               | Канада             | ЧС                 | 2                  | 9  | 1 | 1  | 2  | 8  |
| 2009               | Канада             | ЧС                 | 2                  | 9  | 2 | 2  | 4  | 16 |
| 2013               | Канада             | ЧС                 | 5-е                | 3  | 0 | 1  | 1  | 2  |
| 2014               | Канада             | ОІ                 | 1                  | 5  | 0 | 0  | 0  | 0  |
| 2015               | Канада             | ЧС                 | 1                  | 10 | 0 | 6  | 6  | 8  |
| Молодіжна збірна   | Молодіжна збірна   | Молодіжна збірна   | Молодіжна збірна   | 13 | 0 | 4  | 4  | 16 |
| Національна збірна | Національна збірна | Національна збірна | Національна збірна | 52 | 5 | 16 | 21 | 44 |